# داريل جونسون (لاعب كرة قدم أمريكية)
داريل جونسون (بالإنجليزية: Daryl Johnson)‏ هو لاعب كرة قدم أمريكية أمريكي، ولد في 11 أغسطس 1946 في ريتشموند في الولايات المتحدة.

## وصلات خارجية
- داريل جونسون على موقع مرجع كرة القدم المحترفة.كوم (الإنجليزية)